# Jérémie Alfred N'Gouan
Jérémie Alfred N’Gouan est un homme politique ivoirien. Maire de la Commune d’Aboisso (région du Sud-Comoé) depuis 2018, il a été député, vice-président du Parti démocratique de Côte d’Ivoire (PDCI-RDA),, vice-président de l’Assemblée nationale de Côte d’Ivoire. 
Il est Directeur général du Groupe Pigier Côte d’Ivoire, université privée de Côte d’Ivoire.

## Biographie
Il est orienté au Lycée technique d’Abidjan où il fait des études de comptabilité. Après le bac, en 1972, il obtient une bourse d’études pour poursuivre ses études en France ; inscrit à l’Université Paris IX Dauphine, N’Gouan obtient une maîtrise en gestion option expertise comptable en 1976, puis un diplôme d’études comptables supérieures la même année. En 1977, il obtient un DEA en finances et fiscalités et un certificat supérieur en d’études juridiques et fiscales.

### Parcours professionnel
Il commence sa carrière professionnelle dans un cabinet d'expertise comptable en France avant de rentrer en Côte d’Ivoire.
Il intègre la Société SODESUCRE comme responsable de contrôle de gestion de 1977 à 1979. Il y devient directeur financier (1979-1988), puis directeur du département gestion (1988-1992). La société réalise alors un chiffre d’affaires de 30 milliards de FCFA, compte 4 200 salariés et dispose de 4 unités agro-industrielles. Il devient directeur général adjoint de SODESUCRE (1992-1997), chargé de la conduite du redressement de la société et de sa privatisation.
D’août 1997 à décembre 1999, il est directeur général adjoint de la société SUCRIVOIRE du groupe SIFCA, repreneur de SODESUCRE. 
Jérémie N’Gouan est depuis 2020, directeur général de Pigier Côte d’Ivoire, une université privée dont il a acquis 10% du capital en 1990. Il forme des cadres ivoiriens à la comptabilité et à la fiscalité.

### Vie politique
N’Gouan fait ses premiers pas en politique en 1985 par cooptation de Elleingand Etché, ancien député-maire d'Aboisso et partisan du président Félix Houphouët-Boigny.
En 2011, il est choisi pour être le candidat du Parti démocratique de Côte d'Ivoire – Rassemblement démocratique africain aux élections législatives dans la circonscription d’Aboisso. Il est élu député et siège au Parlement de la République de Côte d’Ivoire durant deux législatures (2011-2016 et 2016-2021),. Il est alors membre de la commission des finances et Vice-Président de l'Assemblée nationale (Côte d'Ivoire), et il préside le comité interparlementaire de l’UEMOA. Il est battu aux élections législatives de mars 2021 par Aboubakari Cissé, sous-directeur au ministère des finances de Côte d'Ivoire, qui conserve son poste au ministère tout en se faisant représenter à l'Assemblée par son suppléant, Marcellin Zinsou.
En 2018, il brigue la  présidence du Parlement ivoirien. Jérémie N’Gouan affronte alors Amadou Soumahoro, candidat du RHDP, parti au pouvoir, qui sera élu,.
Jérémie N'Gouan, vice-président du Parti démocratique de Côte d'Ivoire – Rassemblement démocratique africain devient temporairement, avec le ministre Ezan Akélé et Georges-Philipe Ezaley, l'un des membres influents de ce parti dans la région du Sud-Comoé.
En 2018, Jérémie N’Gouan est élu maire de la commune d’Aboisso, sous la bannière du PDCI-RDA. Pendant son mandat, le budget de la mairie augmente grâce à la subvention et à un accroissement des recettes municipales. Les excédents budgétaires sont principalement réinvestis dans la modernisation la ville d’Aboisso,. Il est réélu maire en 2023.